# Ретнева
Ретнева — деревня в Свердловской области России, входит в Ирбитское муниципальное образование. 

## Географическое положение
Деревня Ретнева муниципального образования «Ирбитское муниципальное образование» расположена в 28 километрах (по автотрассе в 31 километрах) к западу-юго-западу от города Ирбит, преимущественно на правом берегу реки Бобровка (левый приток реки Ирбит). Через деревню проходит автотрасса Артёмовский – Ирбит, а в 4 километрах к востоку-юго-востоку расположена железнодорожная «станция Худяково» Свердловской железной дороги.

## История
Решением Свердловского облисполкома № 238-б от 1 апреля 1977 года деревня Ретнева и деревня Вандышева были объединены в деревню Ретнева Ретневского сельсовета.

## Население
| 2002 | 2010 | 2021 |
| ---- | ---- | ---- |
| 496  | ↘448 | ↘404 |